# Riacho do Tatauí
Riacho do Tatauí är ett periodiskt vattendrag i Brasilien.   Det ligger i delstaten Bahia, i den östra delen av landet, 1 000 km nordost om huvudstaden Brasília.
Omgivningarna runt Riacho do Tatauí är i huvudsak ett öppet busklandskap. Runt Riacho do Tatauí är det glesbefolkat, med 8 invånare per kvadratkilometer.